# Хартфорд (тауншип, Миннесота)
Хартфорд (англ. Hartford) — тауншип в округе Тодд, Миннесота, США. На 2000 год его население составило 677 человек.

## География
По данным Бюро переписи населения США площадь тауншипа составляет 91,5 км², из которых 90,7 км² занимает суша, а 0,7 км² — вода (0,79 %).

## Демография
По данным переписи населения 2000 года здесь находились 677 человек, 215 домохозяйств и 179 семей.  Плотность населения —  7,5 чел./км².  На территории тауншипа расположено 225 построек со средней плотностью 2,5 построек на один квадратный километр. Расовый состав населения: 98,38 % белых, 0,15 % азиатов, 0,15 % — других рас США и 1,33 % приходится на две или более других рас. Испанцы или латиноамериканцы любой расы составляли 1,62 % от популяции тауншипа.
Из 215 домохозяйств в 43,7 % воспитывались дети до 18 лет, в 70,7 % проживали супружеские пары, в 5,6 % проживали незамужние женщины и в 16,7 % домохозяйств проживали несемейные люди. 13,0 % домохозяйств состояли из одного человека, при том 5,6 % из — одиноких пожилых людей старше 65 лет. Средний размер домохозяйства — 3,15, а семьи — 3,49 человека.
33,1 % населения — младше 18 лет, 8,0 % — в возрасте от 18 до 24 лет, 29,1 % — от 25 до 44, 18,3 % — от 45 до 64, и 11,5 % — старше 65 лет. Средний возраст — 34 года. На каждые 100 женщин приходилось 124,9 мужчин.  На каждые 100 женщин старше 18 приходилось 126,5 мужчин.
Средний годовой доход домохозяйства составлял 41 250 долларов, а средний годовой доход семьи —  43 125 долларов. Средний доход мужчин —  27 000  долларов, в то время как у женщин — 23 125. Доход на душу населения составил 14 416 долларов. За чертой бедности находились 8,4 % семей и 13,8 % всего населения тауншипа, из которых 18,0 % младше 18 и 7,7 % старше 65 лет.